# Giovanni de Baffa
Giovanni di Calabria (Calabria, 1460 circa – Etiopia, 13 gennaio 1483) è stato un francescano italiano.

## Biografia
Di Giovanni, noto quale frà Giovanni di Calabria esistono pochi e labili documenti chiamati ad attestare le tappe della sua vita.

Fu membro della famiglia Baffa e nacque in Calabria, probabilmente figlio di Luca Baffa. Con certezza si conoscono solo il nome ed il secolo in cui visse.

Di lui il ricordo rimane legato essenzialmente alla missione diplomatica che lo vide compagno di frà Francisco Sagrara, spagnolo, e Giovanni Battista Brocchi altrimenti noto come Battista da Imola, un fratello laico.

Ricorda il Martire come furono inviati in qualità di Legati Pontifici da Giovanni Tomacelli allora Guardiano della Custodia di Terra Santa, per volontà di Papa Sisto IV presso il Prete Gianni, probabilmente il Re d'Etiopia Baeda Mariàm I.
Sulla via il frate spagnolo, giunto al Cairo, si ammalò e così dovette tornare indietro lasciando a continuare la missione diplomatica il frate calabrese ed il compagno laico. Sappiamo dai documenti che l'itinerario seguito fu da Suachin, lungo il golfo di Massaua, presso le isole Dahlac. Da lì i due viaggiatori, attraverso l'Eritrea e il Tigré, raggiunsero l'altipiano etiopico indi, superato il difficile cañon dell'Ahyâ-fağğ, la pericolosa frattura nella quale scorre il fiume Mofer, raggiunsero il campo di Barar, allora residenza del negus, situato oggi nello Scioa, a sud-est dell'attuale Addis Abeba.
I due viaggiatori giunsero a destinazione dopo una navigazione di oltre 11 mesi, quando il Re era già morto ed il suo successore il negus Iskander I, ancora fanciullo, regnava sotto la tutela della madre.
Dopo poco più di un anno di permanenza in Abissinia, Battista da Imola, per ordine di fra' Giovanni di Calabria, rimasto sul luogo, ripartiva per la Palestina col compito di comunicare alla Custodia di Terra Santa la relazione del viaggio e dei progressi compiuti dalla missione francescana in Etiopia. Nel 1483 egli era nuovamente a Gerusalemme, e faceva il suo rapporto al mantovano Paolo del Canneto, il quale era succeduto al Tomacelli nella carica di guardiano.

## Martirio
Frà Giovanni morì, secondo la tradizione accettata, il 13 gennaio 1483 durante il viaggio di ritorno in Palestina quando, catturato dai musulmani, rifiutò di abiurare la propria fede, esortando, anzi, gli infedeli a convertirsi alla vera Religione di Cristo, venendo quindi decapitato.